# Syfon (technika)

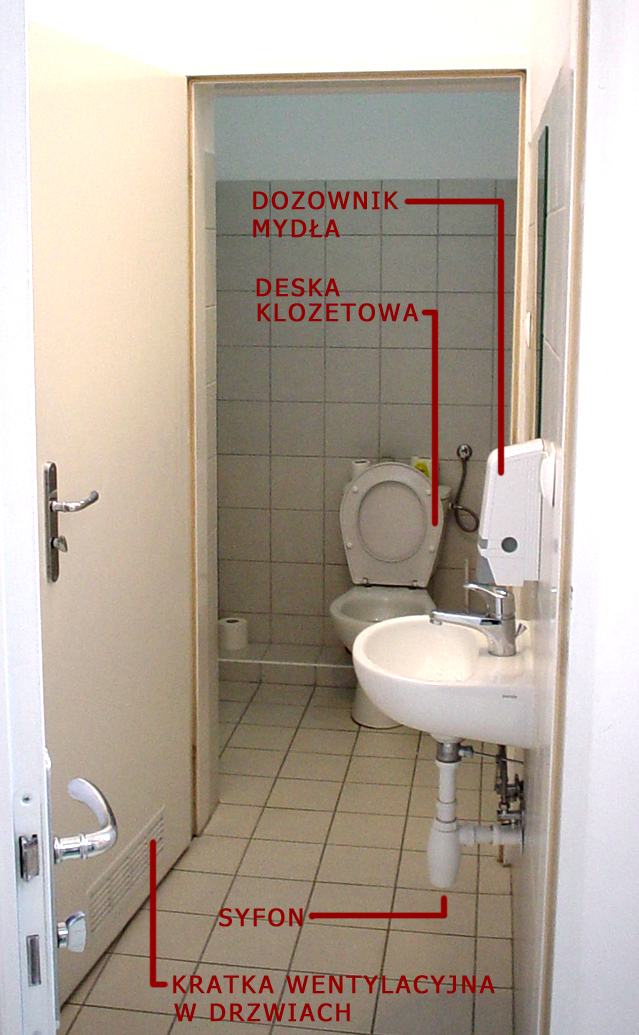
Elementy wyposażenia łazienki.
Pod umywalką widoczny syfon

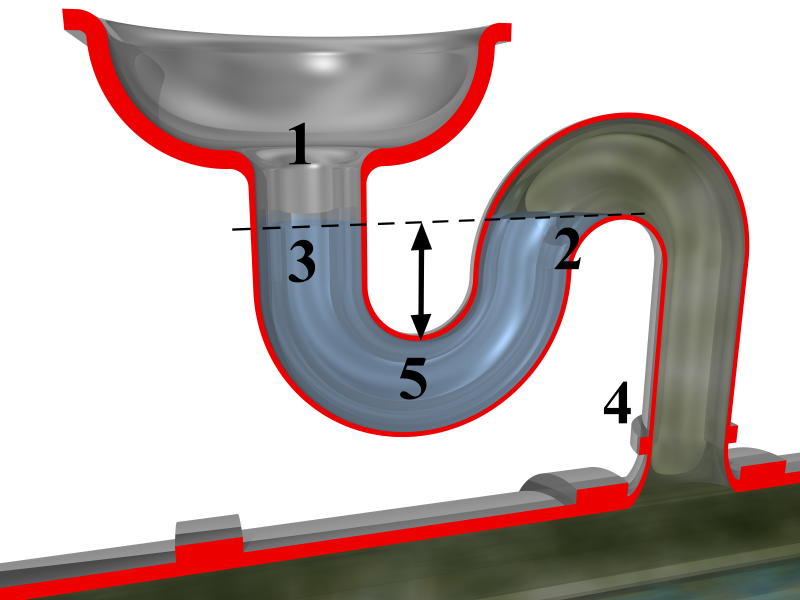
Schemat działania syfonu.
Oddzielenie linii powietrznej łączącej instalację z powietrzem w pomieszczeniu

Syfon kanalizacyjny, syfon odpływowy, syfon – zamknięcie wodne instalacji kanalizacyjnej, uniemożliwiające wydostawanie się z niej gazów.
Każdy z przyborów sanitarnych musi być podłączony do instalacji kanalizacji poprzez syfon (zamknięcie wodne).

## Historia
Urządzenia będące pierwowzorami syfonów znano już w starożytności; opisał je m.in. Heron z Aleksandrii. Prototyp nowoczesnego syfonu opatentował w 1825 we Francji Charles Plinth, a wersję zbliżoną do współczesnej w 1837 Antoine Perpigna.

## Działanie syfonu
Działanie syfonu można wyjaśnić na przykładzie podłączenia umywalki. Woda zużyta do mycia np. rąk zostaje odprowadzona odpływem z umywalki do pionu kanalizacyjnego budynku, a stamtąd do przykanalika i np. do miejskiej sieci kanalizacji bądź do zbiornika bezodpływowego (szambo). Część wody zostaje jednak zatrzymana w syfonie podumywalkowym. Stanowi ona barierę przed przedostawaniem się gazów ściekowych (z miejskiej sieci kanalizacji sanitarnej lub zbiornika odpływowego) do łazienki.
Czasami może się zdarzyć, że w syfonie nie będzie odpowiedniej ilości wody do utworzenia zamknięcia hydraulicznego. Wtedy przez odpływ umywalki, do łazienki dostaje się odór z głównego kolektora kanalizacji. Aby pozbyć się przykrego zapachu, należy ponownie „zalać syfon”. Sytuacja taka może mieć miejsce, gdy instalacja wodno-kanalizacyjna jest nieużywana przez dłuższy czas, wówczas woda może wyparować z syfonu. Inną przyczyną może być wadliwie działający system odpowietrzenia kanalizacji (pionu kanalizacyjnego), w takim przypadku strumień wody odpływającej „zaciąga” za sobą tę ilość wody, która powinna pozostać w syfonie.
Schemat działania (opis rysunku):
1. Urządzenie sanitarne pracujące w powietrzu czystym.
2. Powietrze zanieczyszczone gazami z kolektora ściekowego.
3. Zamknięcie wodne – woda stanowi barierę dla gazów i zapobiega przedostawaniu się ich do powietrza czystego (np. łazienka).
4. Kolektor ściekowy – część instalacji kanalizacji, w której cały czas płyną ścieki.
5. Wysokość zamknięcia wodnego. W technice sanitarnej przyjmuje się, że wartość ta nie może być mniejsza niż 50 mm. W praktyce stosuje się zamknięcia o wysokości 75 mm i większej.

## Podział syfonów
Syfony stosowane w inżynierii sanitarnej dzielone są na:
- żeliwne kolankowe pionowe
- żeliwne kolankowe skośne
- kamionkowe poziome
- butelkowe
- skrzynkowe
- syfony suche

## Inne rozwiązania ochrony przed zanieczyszczeniem pochodzącym z kanalizacji
Prawidłowo wykonany i podłączony syfon nie zapewnia jeszcze poprawnego działania instalacji kanalizacji. Nie mniej istotnym – dla przeciwdziałania zanieczyszczeniu gazowemu z kanalizacji – jest wykonanie tzw. odpowietrzenia kanalizacji, czyli przewodu wentylacji kanalizacyjnej zakończonego np. wywiewką na dachu.
Niektóre przybory i urządzenia sanitarne muszą być dodatkowo podłączone przez przerwę powietrzną, zapobiegającą wtórnemu zanieczyszczeniu wody. Wspomniane wymagania dotyczące zabezpieczenia wody przed wtórnym zanieczyszczeniem określa norma PN-92/B-01706/Az1:1999.